# Pasaporte uruguayo
El pasaporte uruguayo es un documento oficial de viaje, de carácter público y personal, que acredita la identidad y la nacionalidad de los ciudadanos de la República Oriental del Uruguay. Es expedido por la Dirección Nacional de Identificación Civil, dependiente del Ministerio del Interior. Todos los pasaportes son propiedad del Estado uruguayo, y sus titulares actúan únicamente como usuarios habilitados del mismo.
Según el Índice de restricciones de Visa de 2025, los titulares de pasaportes uruguayos pueden ingresar a 157 países y territorios sin necesidad de obtener un visado, lo que lo posiciona en el vigésimo tercer lugar a nivel mundial y en el quinto dentro de América Latina en términos de libertad de movimiento.

## Fotografía
Para la solicitud de un pasaporte se necesita una fotografía reciente del rostro del solicitante tamaño carné, en color y con fondo claro, liso y uniforme, tomada de frente, y sin gafas de cristales oscuros o cualquier otra prenda que impida la identificación de la persona. 

## Tipos
En función de la naturaleza del viaje, se pueden clasificar en:
- Pasaporte común - Expedido para viajes ordinarios, tales como de vacaciones y de negocios. En el caso de los ciudadanos naturalizados (legales) este pasaporte viene con la nacionalidad de origen que puede causar problemas en su uso.[5]
- Pasaporte diplomático - Expedido para las peregrinaciones, excursiones y otros actos de similar naturaleza, siempre que exista reciprocidad con el país de destino. Su validez se limita a un simple viaje, cuya duración no podrá exceder los dos meses.
- Pasaporte oficial - Expedido a representantes individuales del gobierno en asuntos oficiales.

## Trámite
Si es ciudadano natural uruguayo deberá cumplir los siguientes requisitos:
- Mayor de 18 años:

Cédula de Identidad vigente y en buen estado.
Certificado de Antecedentes Judiciales (ex Certificado de Habilitación Policial) expedido por la Dirección Nacional de Policía Técnica. 
Persona declarada judicialmente incapaz y sujeto a curatela aunque la misma sea ejercida por uno o ambos padres deberá presentar autorización judicial.
En caso de personas cuya incapacidad resulte evidente, pero que no están declaradas incapaces, deberá presentar el certificado de Registro Nacional de Actos Personales, Sección interdicciones a los efectos de probar que no tiene incapacidad inscripta.
- Menor de 18 años:

Testimonio de Partida de nacimiento con menos de 30 días de expedida.
Cédula de Identidad vigente y en buen estado.
Autorización expresa de los padres los que deberán concurrir con Cédula de Identidad vigente y en perfecto estado y concurrir con ellos en caso de ser el menor soltero. Si el menor es casado no tiene que concurrir con los padres, pero debe presentar testimonio de Partida de Matrimonio con menos de treinta días de expedido.

## Libertad de viaje para ciudadanos uruguayos
Según el Índice de restricciones de Visa Henley de 2025, los ciudadanos de nacionalidad uruguaya pueden viajar a 157 países sin el requerimiento de visado previo para estadías temporales que no lo solicitan (turismo, negocios, visitas, etc.); adicionalmente a nueve naciones de Sudamérica sin necesidad de pasaporte (sólo con documento de identidad), convirtiéndose así en el cuarto pasaporte con menores restricciones de América Latina, ubicándose así mismo en el puesto 23 a nivel mundial.
Para ingresar a países dentro del MERCOSUR, los ciudadanos uruguayos pueden utilizar su Cédula de Identidad (CI). De igual forma está permitido a los ciudadanos usar  únicamente la cédula de identidad en Bolivia, Chile, Colombia, Ecuador y Perú.

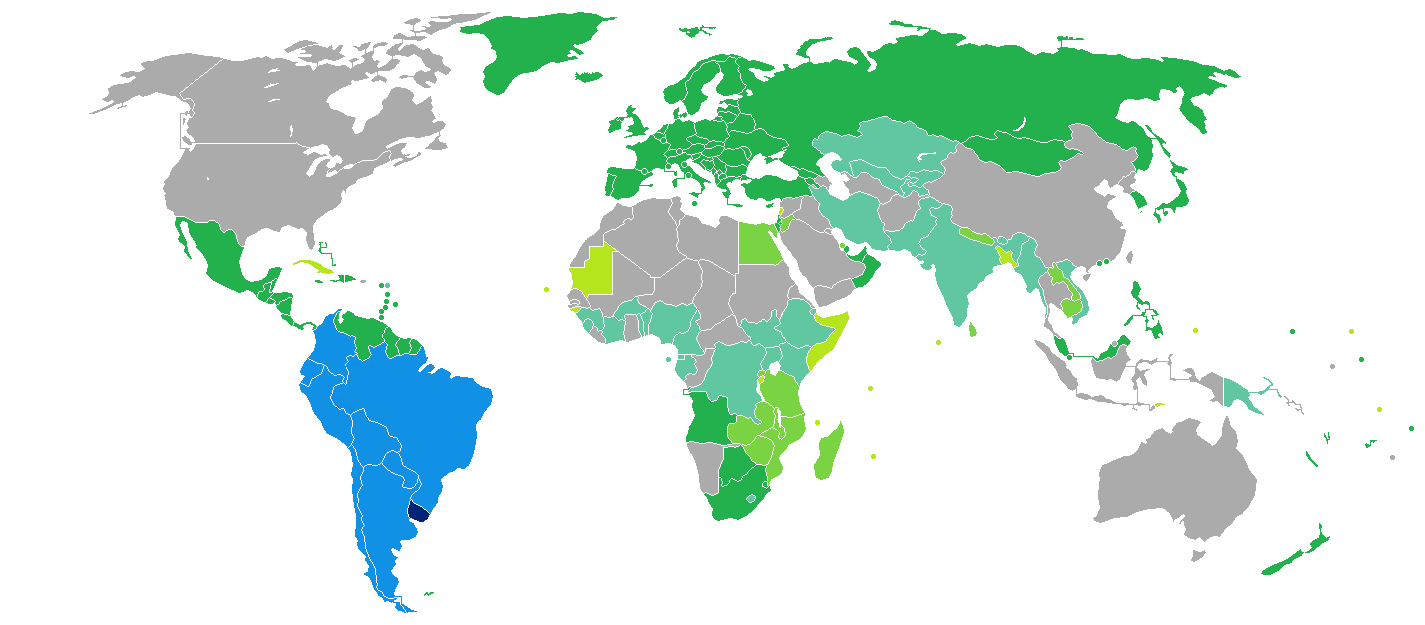
Requerimientos de visado para ciudadanos uruguayos en el mundo.
Uruguay
Ingreso permitido con Cédula de Identidad
Visa liberada
Visado a la llegada (VOA)
Solicitan visa para todo ingreso